# Oh, Jezz
«Oh, Jezz» es el séptimo episodio de la vigésima temporada de la serie animada de televisión norteamericana South Park. Es el episodio número 274 de la serie y fue escrito y dirigido por el cocreador de la misma Trey Parker. Se estrenó en Estados Unidos el 9 de noviembre de 2016 en el canal Comedy Central. Originalmente había sido título «The Very first Gentleman», pero debido al inesperado triunfo del candidato republicano Donald Trump en las elecciones presidenciales de Estados Unidos, los creadores de la serie cambiaron el nombre del episodio momentos previos de su emisión al aire.

## Trama
El director PC intenta una vez más obtener la paz entre los chicos y las chicas de la escuela y para ello invita a Bill Clinton y a Bill Cosby a dar una charla. Mientras tanto, Gerald se enfrenta cara a cara con el cazador de trolls, mientras Cartman intenta ocultar a Heidi los errores de su pasado.